# Клуж (жудец)
Жуде́ц Клуж (рум. Judeţul Cluj) — румынский жудец в регионе Трансильвания.

## География
Жудец занимает территорию в 6674 км². Треть территории занимают Западно-Румынские горы высотой до 1800 м, расположенные на юго-западе жудеца.

## Население
В 2007 году население жудеца составляло 692 316 человек (в том числе мужское население — 333 923 и женское — 358 393 человек), плотность населения — 103,73 чел./км².
Национальный состав:
- Румыны — 80 %
- Венгры — 17,5 %
- Цыгане — 2,5 %

Динамика численности населения:
| Год  | Население |
| ---- | --------- |
| 1930 | 475 533   |
| 1948 | 520 073   |
| 1956 | 580 344   |
| 1966 | 629 746   |
| 1977 | 715 507   |
| 1992 | 736 301   |
| 2002 | 702 755   |
| 2011 | 659 370   |

## Административное деление
В жудеце находятся 2 муниципия, 6 городов и 69 коммун.

### Муниципии
- Клуж-Напока (Cluj-Napoca)
- Турда (Turda)
- Деж (Dej)
- Кымпия-Турзий (Câmpia Turzii)
- Герла (Gherla)

### Города
- Хуедин (Huedin)
- Герла (Gherla)

### Коммуны
- Апахида
- Бачу
- Белиш
- Жуку
- Борша
- Кэпуш
- Кэпушу-Маре
- Чану-Маре
- Дэбыка
- Флорешти
- Джилэу
- Хорлача
- Няршова
- Нима
- Пантичеу
- Реча-Кристур

## Экономика
Имеется производство стекла, косметики, текстиля, механических компонентов; развита лесная, пищевая и фармацевтическая промышленность. Район привлекает значительные иностранные инвестиции, развита ИТ- и финансовая отрасли.